# Campichoeta edwardsi
Campichoeta edwardsi är en tvåvingeart som beskrevs av Barraclough 1992. Campichoeta edwardsi ingår i släktet Campichoeta och familjen sumpskogsflugor.
Artens utbredningsområde är Kenya. Inga underarter finns listade i Catalogue of Life.